# 마스카라주

마스카라주

마스카라주(아랍어: ولاية معسكر)는 알제리 북서부에 위치한 주로, 주도는 마스카라이며 면적은 5,941km2, 인구는 780,959명(2008년 기준)이다. 주 이름은 아랍어로 "군 주둔지"를 뜻한다.